# 位、勲章等ノ返上ノ請願ニ関スル件
位、勲章等ノ返上ノ請願ニ関スル件（い、くんしょうとうのへんじょうのせいがんにかんするけん、昭和20年12月7日勅令第699号）は、日本の勅令の一つ。主に位階、勲章、記章または褒章の返上を定めたものである。本令は、日本国憲法施行の際現に効力を有する勅令の規定の効力等に関する政令（昭和22年政令第14号）第1項により日本国憲法施行後もなお政令と同一の効力を有している。

## 経緯
明治以来、位、勲章、記章、褒章の授与は大日本帝国憲法第15条による天皇の大権により行われるもので、授与された場合、私情があろうと返上を行うことは当時の事情では相容れないものと判断されていた。そのため位以外の栄典は、返上についての規定自体存在していなかった。
なお、位記の返上には、当法令成立以前にも返上の規定が存在している。返上には自発的なものと強制的なものの2つの方法があった。
1. 位階令第12条に「有位者其ノ品位ヲ保ツコト能ハサルトキハ位ノ返上ヲ請願スルコトヲ得、前項ノ請願ハ有爵者ニ在リテハ爵ノ返上ノ請願ト共ニスルニ非サレハ之ヲ為スコトヲ得ス」とあるのは、自発的返上の場合である。
2. 一方、同法第7条に「有位者其ノ品位ヲ保ツコト能ハス又ハ其ノ体面ヲ汚辱スル失行アリタルトキハ情状ニ依リ其ノ礼遇ヲ停止若ハ禁止シ又ハ位ヲ失ハシム」とあり、第8条には「有位者死刑、懲役又ハ無期若ハ三年以上ノ禁錮ニ処セラレタルトキハ其ノ位ヲ失フ」とし、有位者で「刑ノ執行ヲ猶予セラレタルトキ」、「三年未満ノ禁錮ニ処セラレタルトキ」、「懲戒ノ裁判又ハ処分ニ依リ免官又ハ免職セラレタルトキ」は、「情状ニ依リ其ノ位ヲ失ハシム」とあり、第9条には「有位者国籍ヲ喪失シタルトキハ其ノ位ヲ失フ」とあり、さらに第11条に「有爵者華族令又ハ朝鮮貴族令ニ依リ爵ヲ返上シタルトキハ其ノ位ヲ失フ」と規定されていた。

以上の諸事項で位を返上する場合、または位を失った場合、当然位記もまた返上しなくてはならなかった。すなわち位階令施行細則第九条に、1.の場合には返上の願書に「返上ノ理由ヲ具シ位記ヲ添ヘ内閣総理大臣ニ提出スヘシ」とあり、第8条には、2.の諸事項で位を失った場合は「位記ヲ返上スヘシ」とし、この位記は「宮内大臣ノ嘱託ニ依リ失位者ノ現住所地ヲ管轄スル地方官庁（朝鮮、台湾、関東州、樺太及南洋群島ニ於ケル地方官庁ヲ含ム）之ヲ回収シ宗秩寮総裁ニ送付」すべきこととなっていた。
第二次世界大戦終了に至り、上記栄典の授与者の中でも終戦による心神の苦衷により栄典を返上したいという要望がでてきたため、政府は栄典の返上を定めることが適当と判断し、経常的制度ではなくあくまで非常の特例として、単行の命令という形で立案するに至った。
枢密院で諮詢されることとなった本案は、特に変更されることもなく議決され、1945年12月7日に公布・即日施行された。
上記栄典は、2008年現在もなお本法を根拠として請願を行うことができる。2008年現在では内閣府の電子申請・届出システムと元来の書面による方式の2通りが存在している。（詳しくはリンク先のページを参照。）位については、下位規則に有位者が請願を行えるとされていることから、政府が授与者を故人を対象とする以前に授与された者に限られる。

## 規定
当法令は本則が一文のみ（及び附則一文）の短いものであるが、文中使われている語句の中には特に定義付けされたものがある。
文中重要な語句である「特別ノ事情アル場合」は、1945年11月28日の閣議決定により「其ノ行為ニ顧ミ恐惧責任ヲ痛感シ謹慎ノ微衷ヲ表シ公的生活ヨル引退スルコトヲ切望シ因テ返上ヲ請願スル場合」と「其ノ境遇ニ顧ミ恐惧責任ヲ痛感シ因テ返上ヲ請願スル場合」と定められた。
また文中にある「請願」とは、政府見解によると「請願令（廃止されているが請願法という法律は存在する。）という勅令に規定される請願」（法的用語としての請願）とは違い、あくまで「お願いするという意味の請願」（普通名詞としての請願）であるとした。
提出方法やその他詳細な規定は位、勲章等ノ返上ノ請願ニ関スル件施行ノ件（昭和20年閣令第68号。同年12月14日公布・即日施行）に規定されている。